# Dewang Mehta
Dewang Mehta (10 de agosto de 1962 - 12 de abril de 2001) fue el jefe de NASSCOM entre 1991 y 2001. Se le atribuye una gran parte del trascendental crecimiento de la India como un "gigante del software". Dewang Mehta nació en una aldea tranquila llamada Umreth, en el interior de Guyarat, India.
Dewang era un alumno de la Bharatiya Vidya Bhavan Mehta Vidiyalaya, de Nueva Delhi entre 197 y 1984, aunque está claro que no era su única vocación. Durante sus años de estudiante, Mehta incursionó en una variedad de trabajos, incrementando sus habilidades y credenciales profesionales. Aparte de un breve coqueteo con el periodismo y un asunto de largo plazo con la escritura, también participó en la política. Otra pasión eran los gráficos computarizados y se enteró de este segmento emergente de alta tecnología en el Imperial College de Londres, donde también tuvo su primer encuentro con la creación de películas y la publicidad cinematográfica. En ella obtuvo su bachillerato.
Su interés por el cine data de 1977, cuando en unas vacaciones en su pueblo le presentaron al célebre director del "género cine de arte", Shyam Benegal. Durante dos meses, Mehta trabajó con Benegal como muchacho lugar, absorbiendo los matices más finos de la cinematografía y de obtener una idea de la acción detrás de la cámara.

## Asociación NASSCOM
El punto de inflexión en la vida de Dewang Mehta llegó en 1991, cuando un viejo amigo y veterano de la industria de las Tecnologías de la Información Harish Mehta le ofreció encargarse de NASSCOM, una asociación dedicada a las necesidades de la naciente la industria de software de la India. Mehta aceptó el trabajo a tiempo parcial con la organización que le permitió continuar sus otros intereses.
El período entre 1991-2001 fue de transformación y crecimiento, tanto para NASSCOM como para Mehta. Cada uno le dio sustento a la otra. Como Mehta creció en estatura, ganando el respeto en el sector de las TIC India como líder del sector, NASSCOM también comenzó a convertirse en una asociación con peso propio.

## Desarrollo de la Industria del Software
Mehta jugó un papel importante en presionar al Gobierno en favor de la naciente industria india del software. El conocimiento de Mehta de las personas correctas para hacer lobby, su postura cooperativa con los departamentos relacionados con las TI, tales como el Departamento de Energía, el Departamento de Transporte, la VSNL y, más recientemente, el Ministerio de Tecnologías de la Información, le permitió adquirir concesiones mientras que otras industrias luchaban.
Reconociendo el potencial del software y el segmento de servicios como un importante generador de divisas al país, Mehta lanzó la cruzada de la India Inc., donde él presentó personalmente la industria de software del país al mundo.
 Hoy en día, el sector de software se ha puesto la enorme ambición de lograr 50 billones de dólares en exportaciones de software para 2008.[cita requerida]
Mehta interpretó el papel del gurú, para los gobiernos central y estatal, guiándolos en el camino hacia tecnologización. El ayudó a al menos 19 gobiernos estatales elaborar sus políticas de TI, y crear la infraestructura necesaria para ayudar a la causa de software dentro de sus reinos.
Además de un sueño para la industria del software, Mehta tenía un plan para el sector de TI y cómo se podría utilizar efictivamente para cambiar la vida de millones y millones de la India. El quería que los beneficios de las TI llegara hasta la gente común y corriente y su lema favorito, "Roti, Kapda, Makaan y ancho de banda" personificaron las necesidades de los países emergentes, la India del siglo 21.
Mehta murió debido a un ataque al corazón el 12 de abril de 2001 en un hotel de Sídney. Luego de su muerte, se creó una fundación para resguardar su legado.

## Reconocimientos
Mehta fue nombrado como el "Evangelista de software del año" por 3 años consecutivos y "Hombre TI del año" en el 2000. En octubre del 2000 el World Economic Forum eligió a Mehta como uno de los 100 "líderes globales del mañana".